# Herbert W. Kapitzki
 Herbert W. Kapitzki  (* 24. Februar 1925 in Danzig; † 22. April 2005 in Berlin) war ein deutscher Grafiker und Grafikdesigner, bekannt für seine Plakatkunst. Er war ebenfalls als Schriftentwerfer tätig.

## Leben und Werk
Herbert W. Kapitzki studierte von 1941 bis 1943 in Danzig bei Fritz Pfuhle (* 1878 in Berlin; † 1969 in Hamburg), von 1946 bis 1948 in der Arbeitsgruppe für Bildende Kunst in der Bernsteinschule bei Hans Ludwig Pfeiffer und von 1949 bis 1952 an der Akademie der Künste in Stuttgart bei Willi Baumeister.
Seit dem Jahr 1953 war Kapitzki als selbständiger Gestalter im Bereich der visuellen Kommunikation tätig, viele Jahre davon mit Atelier in Magstadt bei Stuttgart. Von 1956 bis 1968 war er für das Landesgewerbeamt Baden-Württemberg – Design Center Stuttgart als Designer und Gestalter tätig. Er war seit 1957 mehrmals Preisträger für „Das beste deutsche Plakat“. Im Jahr 1958 wurde Kapitzki Mitglied der Alliance Graphique Internationale (AGI). Im Jahr 1964 wurden Arbeiten von ihm auf der documenta III in Kassel in der Abteilung Grafik gezeigt. Er nahm mit seinen Arbeiten an zahlreichen Einzel- und Gruppenausstellungen in Deutschland und weltweit teil.
Von 1964 bis 1968 war er Dozent (ab 1965 als Leiter) an der Abteilung Visuelle Kommunikation an der Hochschule für Gestaltung Ulm. Er beteiligte sich 1967 an der Gestaltung des Deutschen Pavillons bei der Weltausstellung in Montreal. Im Jahr 1968 gründete er das Institut für visuelle Kommunikation und Design. 1969 wurde Kapitzki Vizepräsident des Bundes Deutscher Graphik Designer e.V. BDG.
Im Jahr 1970 wurde er zum Professor für visuelle Kommunikation an der Staatlichen Hochschule für bildende Künste in Berlin berufen, er wurde 1974 Stellvertretender Direktor der Hochschule und war einige Jahre Fachbereichsleiter bis zu seiner Emeritierung im Jahr 1990. Im Jahr 1984 war er Gastdozent an der Universität Al-Minya in Ägypten.
Herbert W. Kapitzki war auch als Gestaltungsbeauftragter der Stadt Frankfurt am Main 1970 bis 1973 für das Historische Museum Frankfurt, von 1973 bis 1975 für die Corporate Identity der Schering AG in Berlin und 1981 für das Informationssystem in öffentlichen Dienstgebäuden der Stadt Berlin tätig. An der HfG Schwäbisch Gmünd war er von 1992 bis 1995 als Gastdozent im Studiengang Kommunikationsgestaltung tätig.
Herbert W. Kapitzki war im Jahr 1993 Gründungsvorstand des Verbandes Deutscher Grafik Designer e.V. VDGD in Stuttgart und ein Jahr später, 1994 ebenfalls Mitbegründer des „Forums für Entwerfen. Initiative für gebrauchsorientierte Gestaltung und gestaltungsrelevante Wissenschaften e.V“ in Ulm.

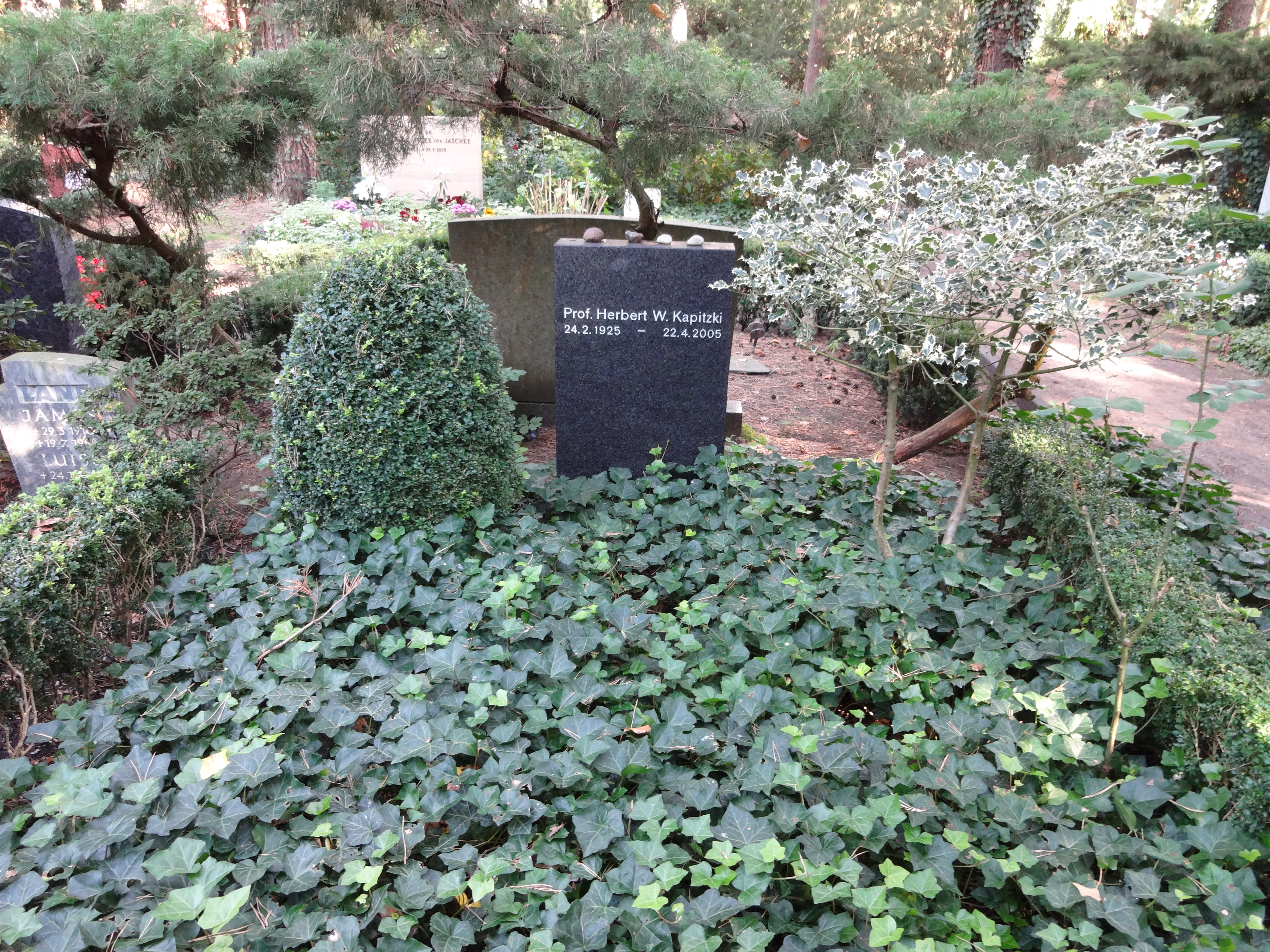
Grabstätte

Er ist auf dem Waldfriedhof Dahlem bestattet. Die Grablage lautet: Feld 011 Nr. 532–533.